# Шолакорда
Шолакорда (каз. Шолақорда) — село в Тарбагатайском районе Восточно-Казахстанской области Казахстана. Входит в состав Карасуского сельского округа. Код КАТО — 635847700.

## Население
В 1999 году население села составляло 496 человек (234 мужчины и 262 женщины). По данным переписи 2009 года, в селе проживало 328 человек (201 мужчина и 127 женщин).